# Louis Leplée
Louis Leplée, né le 7 avril 1883 à Bayonne et mort le 6 avril 1936 à Paris, est un directeur de salle de spectacle français, connu pour avoir découvert en 1935 Édith Piaf.

## Biographie
Originaire de Bayonne, Louis Leplée gagne Paris au temps de la Belle Époque. Il est d'abord vendeur (Calicot) puis modéliste avant de devenir artiste de music-hall. Neveu du chanteur Polin, il fréquente le monde du spectacle. Mobilisé durant la Première Guerre mondiale, il est blessé à une jambe et restera boiteux. Il est fortement aidé à ses débuts dans le monde de la nuit par Oscar Dufrenne, l'empereur des nuits parisiennes au temps des années folles, homosexuel comme lui. Dufrenne lui confie en effet l'animation d'un dancing en sous-sol de la salle de spectacle qu'il lance en 1923, le Palace. Il y rencontre un danseur, homosexuel également, Robert (ou Georges ou Bob) Giguet, dit Bobette, qui sera par la suite son associé. Il fut un temps animateur du cabaret le Canari, rue de Clichy (Paris 9e), avec son ami Giguet, également tenancier,.
Leplée tient à partir de 1927 un restaurant-bar, le Chiquito, rue du Colisée, qui ferme en 1929. Avec Giguet, il anime ensuite le Liberty's bar, place Blanche. 
Puis il reprenden février 1931 un restaurant de nuit, le Gerny's, 8 rue de Port-Mahon (2e), avec là encore Giguet. Alors que ce dernier rejoint à nouveau le Liberty's bar, qu'il va animer jusqu'en 1940 avec Jean d'Albret (ce bar sera connu sous le surnom de Chez Bob et Jean), Leplée migre en 1935 avec son établissement de nuit rue Pierre-Charron (8e), à proximité des Champs-Élysées ; il le dirige désormais seul. Le restaurant de nuit-cabaret est possédé par une SARL au capital de 75000 francs.
C'est là qu'il fait débuter Édith Piaf, en octobre 1935, après l'avoir entendue dans la rue. C'est lui qui lui donne son nom de scène « la Môme Piaf », nom inspiré de la fragilité physique d'Édith Gassion et qui signifie en argot « petite fille qui fait penser à un moineau ».
Louis Leplée meurt assassiné la veille de son 53e anniversaire le 6 avril 1936, à son domicile, avenue de La Grande Armée. Ses funérailles se déroulent le samedi 11 avril 1936 en l’église de Saint-Honoré d’Eylau (16e) et son inhumation a lieu dans l’intimité au nouveau cimetière parisien de Saint-Ouen (8e division - 14e ligne Nord - 4e tombe). 
Dans le film La Môme d'Olivier Dahan (2007), le personnage de Louis Leplée est interprété par Gérard Depardieu.

### L'affaire Louis Leplée
Cet événement est à l'origine d'une vindicte contre la chanteuse qui faillit lui coûter sa carrière. La jeune artiste est d'emblée accusée d'en être « responsable ». Elle est dans un premier temps approchée par la police dans un café pendant que la presse, présente, prend des photos. Louis Leplée, prince des nuits parisiennes de la subculture homosexuelle et propriétaire du cabaret Le Gerny’s est effectivement proche de Piaf. 
Il a été assassiné dans son appartement situé avenue de la Grande-Armée par, selon les enquêteurs, quatre hommes, qui lui ont tiré une balle dans la tête. Le corps de Leplée a été retrouvé ficelé et allongé sur son lit. La découverte du meurtre a eu lieu lorsque la femme de ménage de Leplée réussit à défaire le bâillon et une partie des liens, puis donna l’alerte sur le palier. Le ou les assassins n’ont jamais été retrouvés et l'affaire reste non résolue. Ce qui rappelle l'assassinat également non élucidé d'Oscar Dufrenne en septembre 1933. 
Édith Piaf n’a pas été directement soupçonnée, mais elle a été ensuite longuement interrogée par la police judiciaire au quai des Orfèvres, car on suspectait les mauvais garçons de son entourage, des proxénètes et des petits truands de Pigalle, dont Albert Valette, qui fut effectivement l’un des amants d’Édith (alors âgée de 20 ans) : devenu l’un des principaux suspects, il disposait d’un alibi irréfutable et fut disculpé.
Dans l’appartement, rien n’avait été volé, pas même une importante somme en espèces déposée dans un tiroir. Les enquêteurs penchèrent d’abord pour une affaire de mœurs, car Leplée recevait beaucoup de jeunes amants de passage à son domicile.
La relation d’Édith Piaf et de Leplée, auquel elle doit beaucoup, était quasi fusionnelle. Elle l’appelait « papa Leplée » et elle fut sincèrement chagrinée à sa mort. Elle avait aussi peur que sa carrière naissante en souffre.

## Sources
- Détective, n° 389, 9 avril 1936, p. 6-7
- Détective, n° 390, 16 avril 1936, p. 1-5
- Pierre de Régnier, Chroniques d'un patachon. Paris 1930-1935, La Table ronde, 2014
- Emmanuel Bonini, Piaf la vérité, Pygmalion, 2008
- Paris-Soir, 7 avril 1936